# Loono

Loono tým

	Loono, z.s. je nezisková organizace složená z týmu mladých lékařů a studentů medicíny, kteří se snaží vzdělávat veřejnost v oblasti zdravého životního stylu a prevence reprodukčních, onkologických, duševních a kardiovaskulárních onemocnění.
Organizaci založila lékařka Kateřina Vacková na základě vlastní zkušenosti s rakovinou, kterou během studia medicíny onemocněla. Po vyléčení se rozhodla, že založí neziskovku a uspořádala první workshop, aby ukázala na nutnost prevence. V roce 2019 skončila na pozici ředitelky neziskovky a nyní pracuje jako lékařka ve Fakultní nemocnici na Bulovce.

## Činnost
Jedná se o tým mladých lékařů a studentů medicíny, kteří pořádají workshopy ve školách, firmách i na festivalech, kde vzdělávají v oblasti reprodukčního zdraví (kampaň #doledobry), prevence onkologických (kampaň #prsakoule), kardiovaskulárních onemocnění (kampaň #zijessrdcem), duševního zdraví (kampaň #dobrenitro) a zdravého životního stylu.[zdroj?]
Kromě tematických workshopů edukují veřejnost o prevenci prostřednictvím skrze online kanály jako web, sociální sítě, videopodcasty a další populární formáty.[zdroj?]
Záštitu nad Loono převzala 1. lékařská fakulta UK a jejich odbornými garanty jsou lékaři z oborů gynekologie, urologie, kardiologie i praktického lékařství. Zakladatelka Loono Kateřina Šédová v roce 2024 získala státní vyznamenání prezidenta republiky v podobě medaile 1. stupně za zásluhy o stát v oblasti vědy.

## Kampaně a témata

### #prsakoule
První kampaně organizace se věnovala prevenci rakoviny prsou a varlat. V rámci kampaně Sahám si na ně každý měsíc – #prsakoule učí, jak si správně a pravidelně vyšetřovat prsa a varlata a odhalit tak rakovinu včas.

### #zijessrdcem
V rámci kampaně #zijessrdcem si každý návštěvník propagační akce může nechat změřit krevní tlak, poslechnout si fonendoskopem tlukot vlastního srdce a naučit se, jak správně poskytnout první pomoc. Pomocí nástrojů rozšířené reality má návštěvník možnost nahlédnout dovnitř lidského těla a dozvědět se, jak lidské srdce funguje i jak se o něj správně starat.[zdroj?]

### #doledobry
V roce 2019 spustili Loono třetí kampaň - Dole dobrý. K rámci kampaně jsou připomínány různé formy antikoncepce i metody jejich správného užívání. V praktické části workshopu si pak návštěvník může prohlédnout modely lidské pánve a dozvědět se, jakou funkci mají jednotlivé orgány.[zdroj?]

### #dobrenitro
Zdravá mysl je důležitou součástí celkového zdraví. Potřebuje stejnou pozornost jako tělo. Proto učíme ostatní, jak pečovat o své #dobrenitro, jak se duševní onemocnění projevují a co dělat, když se s nimi setkáme. Poradíme, na jakého odborníka se obrátit a jak jim účinně předcházet.[zdroj?]

### Zdravý životní styl
Zdravý životní styl je významným preventabilním faktorem nejčastějších civilizačních nemocí jako jsou nemoci srdce, rakovina, demence a cukrovka. Prevence začíná v rukou každého z nás a je jen na nás, jak se k ní postavíme.[zdroj?]
Během školení Zdravý životní styl Loono učí, jak se neztratit v záplavě doporučení ke stravě, pohybu a spánku, které jsou dnes dostupné online a představuje 15 klíčových bodů na cestě k dlouhému a spokojenému životu ve zdraví.[zdroj?]